# 傑克遜鎮區 (印地安納州歐文縣)
傑克遜鎮區是美國印地安納州歐文縣的13個鎮區之一。截至2010年美國人口普查，其人口為1735，共1024住房。

## 地理
根據2010年美國人口普查，該鎮的總面積為23.29平方英里（60.3平方），其中土地面積21.97平方英里（56.9平方），水域面積為1.32平方英里（3.4平方）。